# Photographie vernaculaire

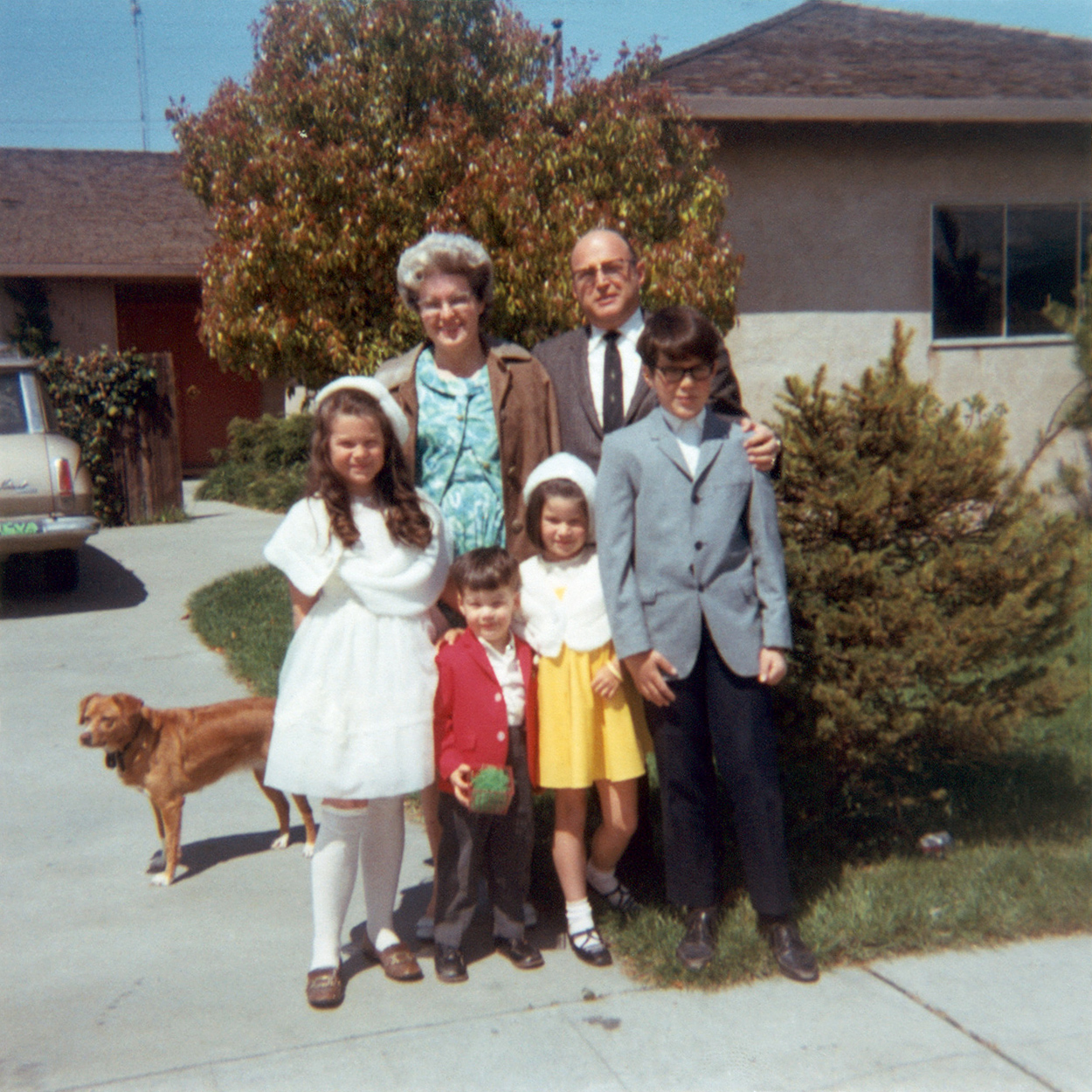
Une photographie vernaculaire typique : une photo de famille.

La photographie vernaculaire est un genre de photographie d’amateur dont le sujet est la vie de tous les jours, sans intention artistique.
C’est un genre de photographie pratiquée également par des photographes professionnels tels que Walker Evans et Martin Parr.

## Expositions
- 22 mai - 8 septembre 1998 : Snapshots: The Photography of Everyday Life, Museum of Modern Art (SFMOMA), San Francisco[3].
- 6 juin - 27 août 2000 : Other Pictures: Vernacular Photographs from the Thomas Walther Collection, Metropolitan Museum of Art (MET)[4].
- 26 avril - 14 août 2017 : Walker Evans, Centre Georges-Pompidou, Paris[5],[1].
- 29 juillet - 3 décembre 2017 : Representing: Vernacular Photographs of, by, and for African Americans, Art Museum, Portland[6].
- 30 mai - 13 juillet 2018 : The Rose Elephant, galerie Lumière des roses, Montreuil[7],[8].
- 26 avril - 25 août 2019 : Poetics of the everyday : amateur photography, 1890-1970. From the collection of John R. and Teenuh M. Foster, Saint Louis Art Museum, Saint-Louis, Missouri[9].
- 13 décembre 2019 – 12 janvier 2020 : Lost and Found: Stories for Vernacular Photographs, Ackland Art Museum, Université de Caroline du Nord à Chapel Hill[10].
- 7 juillet - 5 octobre 2025 : Éloge de la photographie anonyme. Collection Marion et Philippe Jacquier, Cloître Saint-Trophime, Arles[11],[12].